# Locris dananensis
Locris dananensis är en insektsart som beskrevs av Victor Lallemand 1949. Locris dananensis ingår i släktet Locris och familjen spottstritar. Inga underarter finns listade i Catalogue of Life.